# كازوما إيتو
كازوما إيتو (باليابانية: 伊藤 和磨) (11 يوليو 1976 في طوكيو في اليابان – )؛ هو لاعب كرة قدم سابق كان يلعب كحارس مرمى.